# Blake Anderson
Blake Anderson, född 2 mars 1984 i Kalifornien, är en amerikansk skådespelare.
Anderson har bland annat medverkat i TV-serien Workaholics (2011-2017). Han har även medverkat i filmerna Epic – Skogens hemliga rike från 2011 och The Out-Laws från 2023.

## Filmografi (i urval)
- 2011 – Epic – Skogens hemliga rike
- 2011–2017 – Workaholics (TV-serie)
- 2023 – The Out-Laws